# Pseuderiopus
Pseuderiopus är ett släkte av fjärilar. Pseuderiopus ingår i familjen nattflyn.
Kladogram enligt Catalogue of Life:
| Pseuderiopus | \| \| Pseuderiopus albiscripta \| \| \| \| \| \| Pseuderiopus spotha \| \| \| \| |
|              | \| \| Pseuderiopus albiscripta \| \| \| \| \| \| Pseuderiopus spotha \| \| \| \| |
|              | Pseuderiopus albiscripta                                                         |
|              |                                                                                  |
|              | Pseuderiopus spotha                                                              |
|              |                                                                                  |